# Krkavec velký
Krkavec velký (Corvus corax) je velký černý pták z čeledi krkavcovitých. Je největším pěvcem České republiky. Je chráněný zákonem jako ohrožený druh.
Žije osamoceně v trvalých párech po mnoho let, ale na místech s bohatou nabídkou potravy se shromáždí ve větších skupinách.

## Popis
- Délka těla: 54 – 70 cm
- Rozpětí křídel: 115 – 130 cm
- Hmotnost: 700 – 1500 g[5][6][7]

Jedná se o velkého černého ptáka s mohutným vysokým zobákem, jehož kořen je opeřený. Jeho šat je černý s kovovým leskem, na hrdle mu charakteristicky odstává peří. Jeho křídla jsou dlouhá a i na konci široká, prstovitě zakončená jako u některých dravců. Krkavec má klínovitý ocas. 
Příbuzný havran polní (Corvus frugilegus) má zakulacený ocas a lysý, světlý kořen zobáku. Vrána černá (Corvus corone) má hranatý ocas a slabší zobák. Let krkavce je klidný s volnými rázy křídel, někdy klouzá zvolna vzduchem. Umí dobře plachtit. Za potravou se ochotně snáší i na zem, ale zůstává ostražitý. Krkavec velký je znám svou opatrností a nedůvěřivostí.

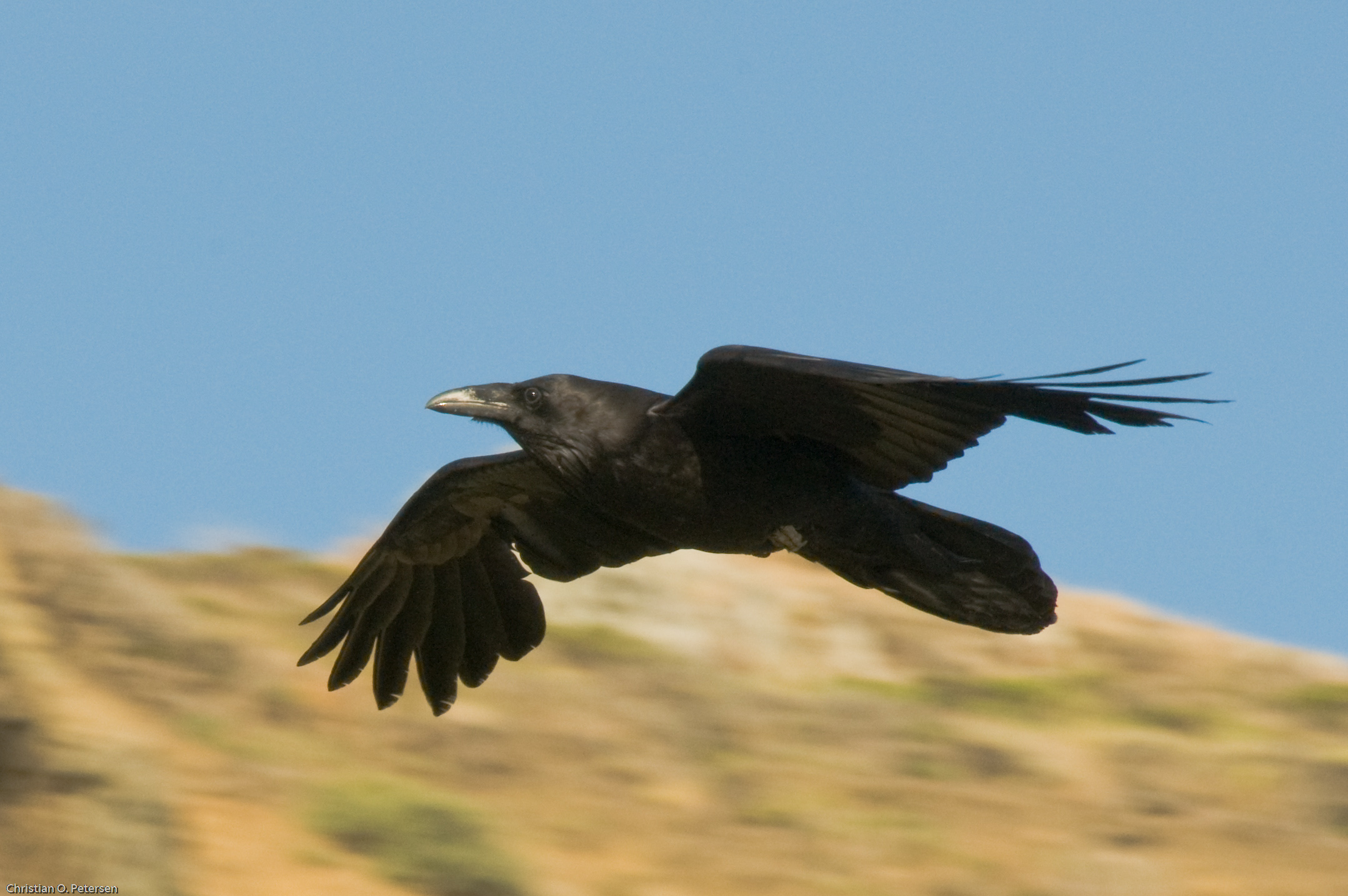
Krkavec velký v letu
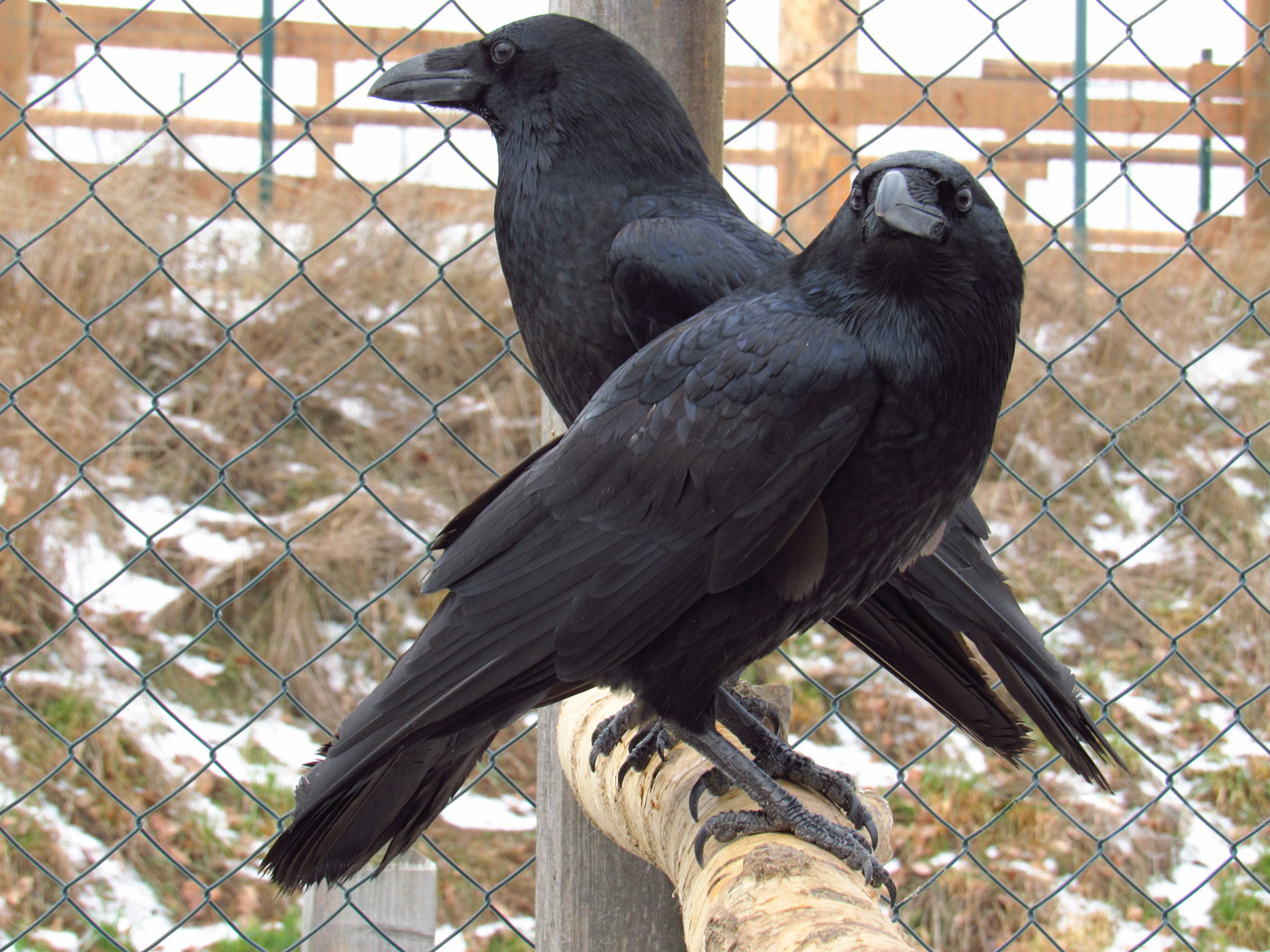
Krkavci velcí v Zoo Tábor

## Hlas
Ozývá se opakovaně hlubokým sonorním „korrp, korrp“, v toku kloktavým „klonk“. Je znám svou schopností napodobovat různé zvuky včetně lidských slov. Imitace jsou součástí tichého nápěvu, který příležitostně přednáší.

## Rozšíření
Krkavec velký je holarktický druh, obývá celou severní polokouli. Jeho domovem je takřka celá Evropa, Asie, severní Afrika a Severní Amerika. Obývá lesnaté oblasti hornatin a vrchovin, nevyhýbá se ani lesnatým oblastem nížin. Je stálý. V mimohnízdním období se potuluje v okolí hnízda. Mladí ptáci se potulují na větší vzdálenosti za účelem nalezení vhodného hnízdiště.

## Výskyt v Česku
Ve středověku byl na území Čech a Moravy hojně hnízdícím ptákem. Kvůli pronásledování a změnám v hospodaření krkavců značně ubylo. Z Čech a Moravy na dlouho vymizel. Až v roce 1968 znovu zahnízdil v hukvaldské oboře v okénku zříceniny hradu a zřejmě v témže roce hnízdil i v Jeseníkách.
Postupem času se rozšířil zpět do Čech. Jeho rozšíření je někdy dáváno do souvislosti s trvalým výskytem velkých šelem, na jejichž zbytcích kořisti se krkavci živí.

## Hnízdění
Na hnízdiště se vrací kolem února, kdy začíná se stavbou či opravou starého hnízda, které si staví na vysokých stromech a na nedostupných skalách. Své hnízdo používá po několik let, takže za několik let může být nápadné svými rozměry. Vlastní stavbu a úpravy provádí samice, zatímco samec přináší stavební materiál – větévky, trávu, mech. Do hnízda snáší 5 až 6 modrozelených černohnědě, šedohnědě a šedě skvrnitých vajec. Samice sedí většinou sama, doba sezení je 20 až 21 dní. Mláďata krmí oba rodiče.

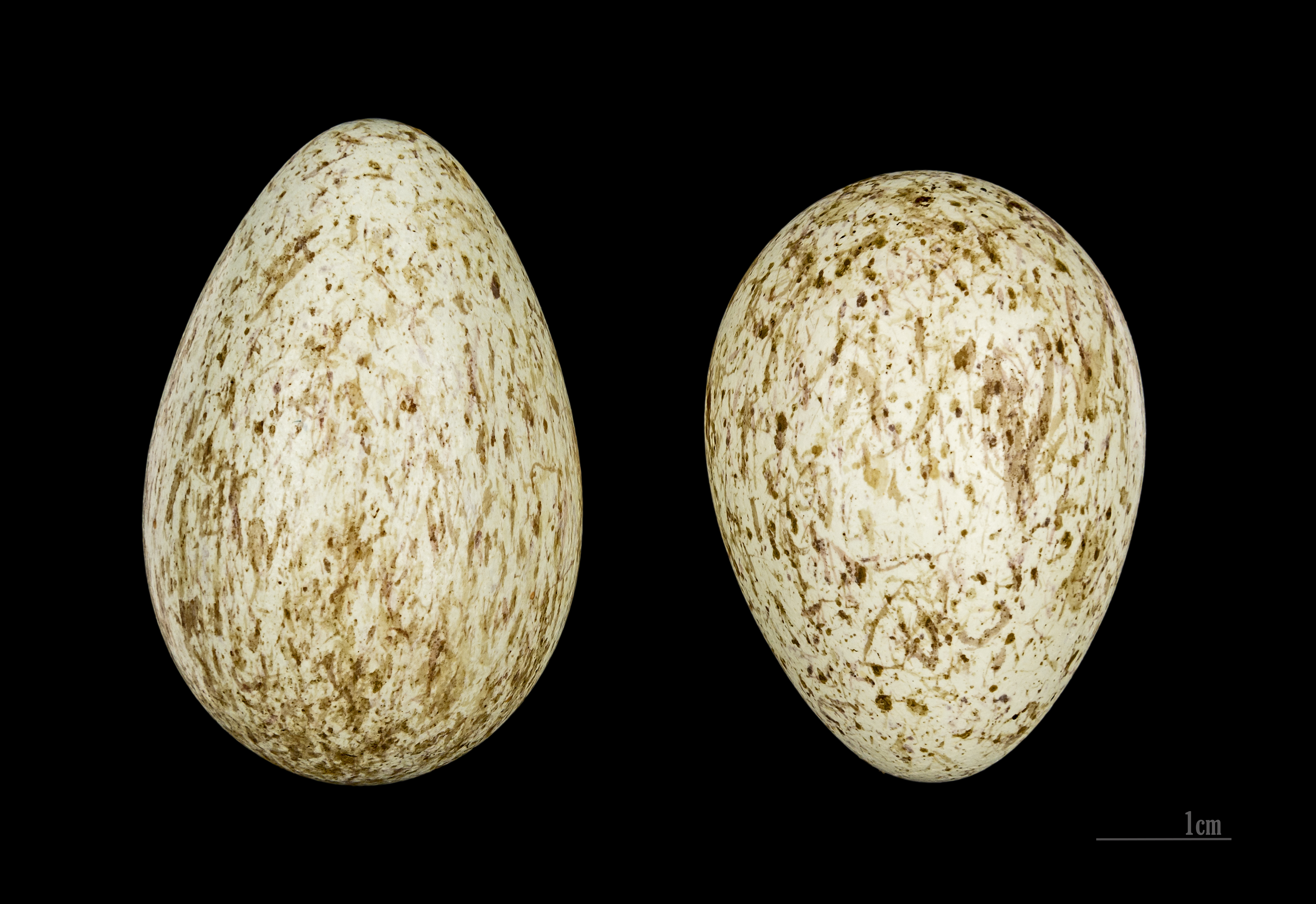
Vejce krkavce velkého (Corvus corax)

## Potrava
Krkavec velký není co do potravy nijak specializovaný, dovede se do značné míry přizpůsobit nabídce okolního prostředí. Jako všežravec se živí lovem drobných obratlovců (hlavně hlodavců, zajíců a ptáků; ale i čerstvě narozených mláďat např. ovcí či koz), vajíčky ptáků, různými semeny, jako mrchožrout nebo také odpadky na skládkách.
Hlavním druhem potravy krkavce jako predátora jsou malí hlodavci (především hraboši, v tundře také lumíci). Na sopečných ostrovech Středozemního moře jsou významnou složkou potravy krysy. Jako mrchožrout byl krkavec pozorován v Arktidě nejčastěji na mrtvolách sobů a zajíců.
Výzkum potravy krkavců na Slovensku ukázal, že se horské populace živí především hrabošem polním, zatímco u nížinných populací je složení potravy mnohem pestřejší. Krkavci lovili až do vzdálenosti 10 km od hnízda. Na Kanárských ostrovech se živí na jaře obratlovci, v létě různými bezobratlými a na podzim a v zimě převážně rostlinnou potravou. Krkavci jsou často v době hnízdění rozptýleni po svém areálu, zatímco v mimohnízdní době se soustředí u jiných zdrojů, často lidského původu.

## V lidské kultuře
Krkavec patří spolu s orlem, labutí, kohoutem, slavíkem a holubicí mezi ptáky, kteří nejčastěji vystupují v mýtech, pověstech a pohádkách nejrůznějších kultur z celého světa. Pro svou mrchožravost, „ponuré“ černé zbarvení a „zlověstný“ hlas je často spojován se smrtí či čarodějnictvím.
U Germánů byli dva krkavci Hugin a Munin průvodci boha Odina, jemuž hlásili, co se děje ve světě lidí Midgardu. Keltové jej spojovali se zásvětím, ale i s božským hrdinou Lughem. Ve starověkém Řecku byl spojován se zlověstnou podobou boha Apollóna, který svými šípy usmrcuje zlé lidi a sesílá mor. Izraelité jej pokládali za nečistého, přesto ve známé starozákonní legendě krkavci nakrmili proroka Elijáše, umírajícího hladem na poušti. Číňané jej spojovali se Sluncem, krkavec byl erbovním (snad původně totemickým) zvířetem čínské dynastie Čou.
Pro sibiřské domorodce a severoamerické indiány byl krkavec posvátným ptákem, Jakuti ho spojovali s démony války, pro Čukče, Korjaky, Itelmeny, Inuity a severoamerické Indiány (zejména v Kanadě a na Aljašce – např. Tlingity, Čipevajany, ale např. i Apače) byl krkavec nenapravitelným, zlomyslným šibalem, šprýmařem, ale zároveň i stvořitelem světa a kulturním hrdinou.
V evropské kultuře byl spojován se smrtí, zločinem, temnými silami a magií. Ve středověku a raném novověku se často krkavci zdržovali na bojištích a popravištích, kde požírali nepohřbené mrtvoly. To se odráží i v pohádkách, kde krkavec vystupuje jako zlověstný pták, průvodce čarodějnic a čarodějů, kteří se na něj i mohou proměnit. Jindy je člověkem, zakletým do této podoby zlým kouzlem (např. pohádka Sedmero krkavců). Podobný pohled odrážejí i středověká přísloví, např. „Krkavčí hejno se slétá“ nebo „Krkavec křičí a přivolává neštěstí“.
Při překladech z angličtiny i ruštiny bývá krkavec (anglicky raven, rusky ворон – „voron“) někdy nesprávně překládán do češtiny jako „havran“ – např. známá báseň E. A. Poea, skotská balada Dva havrani, díla J. R. R. Tolkiena, ale i překlady ruských, indiánských, inuitských nebo sibiřských pohádek.

## Chov v zoo
V České republice je krkavec velký chován v mnoha zoologických zahradách. Mimo ty sdružené v UCSZOO je to například ZOO Praha , ZOO Tábor a ZOO Brno.